# Бой у станции Доброполье (1942)
Бой у станции Доброполье  — бой который произошел в районе нынешнего города Доброполье, между Советской и Немецкой армией в январе 1942.

## История
24 января 1942 года начались бои 134 полка 34-й кавдивизии с немецкими частями за обладание станцией Доброполье. 27 января 134 полк освободил поселок Красноармейский который граничил с пристанционным поселком.
29 января 1942 года 134 полк занял пристанционный поселок и станцию. Но немцы окружили поселок танками и пехотой .
Вот как описывает эти события фельдшер полка О. В. Коробко :
«Начался настоящий ад. Большинство наших воинов погибло в этом бою от бомб авиации, снарядов артиллерии и танков. Немцы захватили поселок. Раненых красноармейцев, пленных командиров, политруков евреев расстреляли. Остальные бойцов погнали в Покровск.»